# (15820) 1994 TB
(15820) 1994 TB — транснептуновый объект (плутино), в поясе Койпера. Находится в орбитальном резонансе 3:2 с Нептуном. Был открыт 2 октября 1994 года Дэвидом Джуиттом и Юн Чен в обсерватории Мауна-Кеа (Гавайи). Диаметр объекта — 167 км.

Орбита (15820) 1994 TB

Наряду с плутино (15789) 1993 SC этот объект имеет необычный красный цвет, почти такой же насыщенный, как у астероида Фол, что может означать присутствие на его поверхности сложных органических молекул. Измерения цветовых характеристик проводились лишь для немногих транснептуновых объектов, поэтому нельзя сказать, насколько обычной для них является такая окраска.